# هنري توماس (لاعب اتحاد الرغبي)
هنري توماس (بالإنجليزية: Henry Thomas)‏ هو لاعب اتحاد الرغبي بريطاني، ولد في 30 أكتوبر 1991 في كينغستون ‏ في المملكة المتحدة.

## روابط خارجية
- هنري توماس على موقع دوري الرغبي الممتاز (الإنجليزية)
- هنري توماس عل موقع إسبنسكروم (الإنجليزية)
- هنري توماس على موقع ItsRugby.co.uk (الإنجليزية)